# السينو والكندور (فلم 1982)
السينو والكندور (بالإسبانية: Alsino y el cóndor) هو فيلم دراما نيكاراغوي صدر عام 1982 من بطولة دين ستوكويل وآلان إسكوفيل وأليخاندرو بارودي وكارمن بونستر، ومن إخراج ميغيل ليتين. تم ترشيح الفيلم لجائزة أفضل فيلم بلغة أجنبية في حفل توزيع جوائز الأوسكار الخامس والخمسون. فاز الفيلم بالجائزة الذهببية لمهرجان موسكو السينمائي الدولي الثالث عشر عام 1983. الفيلم هو إنتاج مشترك بين كوبا والمكسيك ونيكاراغوا، وهو الفيلم مقتبس من رواية «السينو» (Alsino) للكاتب التشيلي بيدرو برادو.

## قصة الفيلم
يعيش ألسينو، صبي يبلغ من العمر 10 أو 12 عاماً، مع جدته في منطقة نائية في نيكاراغوا. وهو غارق في الحرب بين الثوار والقوات الحكومية عندما أمر مستشار أمريكي الجيش بفتح منطقة انطلاق للقوات في قرية الصبي. يحاول ألسينو أن يكون طفلاً، يتسلق الأشجار مع فتاة، ويحاول الطيران. يذهب إلى المدينة لبيع سرج، لكن الحرب تحيط به. مستشار الولايات المتحدة يأخذ السينو في رحلة مروحية، لكنه لا يشعر بالإعجاب. ايقظت وحشية الجنود التعاطف مع الثوار لدى ألسينو، وبعد هجوم عسكري عكسي، عمد الصبي بالكامل في النزاع.

## طاقم التمثيل
- دين ستوكويل بدور فرانك
- آلان إسكيفيل بدور السينو
- كارمن بونستر بدور جدة ألسينو
- اليخاندرو بارودي بدور الرائد
- ديليا كازانوفا بدور روزاريا
- مارتا لورينا بيريز بدور لوسيا
- رينالدو ميرافاليس بدور دون نازاريو
- مارسيلو غيتي بدور جد لوسيا
- جان كيس دي روي بدور مستشار هولندي

## روابط خارجية
- السينو والكندور على موقع IMDb (الإنجليزية)
- السينو والكندور على موقع ألو سيني (الفرنسية)
- السينو والكندور على موقع Turner Classic Movies (الإنجليزية)
- السينو والكندور على موقع أول موفي (الإنجليزية)
- السينو والكندور على موقع فيلمافينيتي (الإسبانية)
- السينو والكندور على موقع قاعدة بيانات الأفلام السويدية (السويدية)
- السينو والكندور على موقع قاعدة بيانات الفيلم (الإنجليزية)
- السينو والكندور على موقع ليتربوكسد (الإنجليزية)
- السينو والكندور على موقع كينوبويسك (الروسية)